# Ezhel
Ezhel, de son vrai nom Ömer Sercan İpekçioğlu, né le 1er juillet 1991 à Ankara, est un rappeur turc.

## Biographie
Ezhel est issu d'une famille de musiciens. Sachant lire et écrire dès l'âge de trois ans, il reçoit une bourse pour TED, une école privée assez réputée. 
À 12 ans, il commence à écouter du rap et du reggae. Il est influencé en autres par les rappeurs américains Eminem, 50 Cent et Tupac Shakur. À 14-15 ans, il commence à écrire ses propres textes d'abord en anglais puis en turc. Parallèlement, il s'éloigne de plus en plus de ses études pour se consacrer totalement à la musique. Il apprend à jouer de la guitare et du bağlama. 
À 18 ans, il chante au sein d'un groupe de reggae appelé Afra Tafra. Après la dissolution de ce groupe, il fonde avec des amis son propre groupe de musique, Kökler Filizleniyor, qui mélange en plus des deux genres précités le rock. Jusqu'en 2017, il monte sur scène en tant qu'Ais Ezhel qui deviendra par la suite Ezhel.
En 2011, il reçoit le titre de « Freestyle King » par le magazine turc Hip Hop Life.
Le 25 mai 2017, il sort son premier album studio de rap, Müptezhel. 
Le 24 mai 2018, il est arrêté par la police pour incitation à l'usage de stupéfiants et plus précisément de cannabis. Il est acquitté quelques semaines plus tard, le 19 juin, après seulement neuf minutes de procès controversé car Ezhel est un critique du président Erdoğan. 
Le 22 mai 2019, le New York Times publie un article qui l'intègre dans une liste de plusieurs artistes européens à connaître.
Le 15 novembre 2019, il sort son deuxième album, Lights Out, en collaboration avec le rappeur allemand d'origine turque Ufo361.
Ezhel vit à Berlin, la capitale de l'Allemagne, depuis 2019 en raison des poursuites intentées contre lui.

## Discographie

### Albums
- 2017 : Müptezhel
- 2019 : Lights Out